# Modelo Heckscher-Ohlin
El modelo de Heckscher-Ohlin trata de explicar cómo funcionan los flujos del comercio internacional. Fue formulado por el economista sueco Bertil Ohlin en 1933, modificando un teorema inicial de su maestro Eli Heckscher, formulado en 1919.  
Este modelo parte de la teoría de David Ricardo de la ventaja comparativa y afirma que, los países se especializan en la exportación de los bienes cuya producción es intensiva en el factor que en el país es abundante, mientras que tienden a importar aquellos bienes que utilizan de forma intensiva el factor que es relativamente escaso en el país.

## Desarrollo
En la teoría de la ventaja absoluta de Adam Smith y en la de la ventaja comparativa de Ricardo, la causa del comercio internacional y de la especialización internacional eran las diferencias existentes entre la productividad del trabajo en los distintos países, provocada por diferentes elementos como la tecnología empleada, los recursos o la climatología. 
Heckscher y Ohlin, partiendo del concepto de ventaja comparativa de Ricardo, elaboraron un modelo matemático de equilibrio general del comercio internacional, en el que se ponían de manifiesto los siguientes elementos: 
- Causas de la ventaja comparativa de un país
- Variación de la ventaja comparativa en el tiempo
- Influencia del comercio en el tamaño de las distintas industrias de una economía
- Influencia del comercio en las retribuciones de los factores de producción.
- Beneficiados por el comercio internacional dentro de la economía de un país.

En el modelo de Heckscher-Ohlin el comercio internacional resulta del hecho de que los distintos países tienen diferentes dotaciones de factores: así existen países con abundancia relativa de capital y otros con abundancia relativa de trabajo.
Normalmente los países más ricos en capital exportarán bienes intensivos en capital (se utiliza relativamente más capital que trabajo para producirlos) y los países ricos en factor trabajo exportarán bienes intensivos en trabajo (se utiliza relativamente más trabajo que capital para producirlos).
De esta manera, si un país posee una gran oferta de un recurso "A" con relación a su oferta de otros recursos, se considera que es abundante en dicho recurso "A". Entonces ese país tenderá a producir relativamente más de los bienes que utilizan intensivamente el recurso "A". En conclusión, los países tienden a exportar los bienes que son intensivos en los factores con que están abundantemente dotados.

## Supuestos en los que se basa el modelo
Los supuestos en los que se basa el modelo son los siguientes:
- Desde el punto de vista de la producción:
  - Cada país produce dos bienes.
  - Existen dos factores de producción: capital y trabajo, de los que hay dotaciones fijas y pleno empleo.
- Las funciones de producción han de reunir los siguientes caracteres:
  - Difieren entre los distintos bienes, pero son las mismas en ambos países para cada bien.
  - Son tales que los dos bienes muestran diferentes intensidades de factores.
  - Las funciones de producción son homogéneas de grado uno, lo que significa que existen rendimientos constantes de escala.
- Supuesto referente a la demanda:
  - Se cumple la Ley de Walras.
- Respecto al comercio internacional:
  - El mundo solo tiene dos países.
  - El comercio entre los países es libre (no existen restricciones al mismo).
  - No existen costes de transporte.
  - Los factores son inmóviles internacionalmente.
- Supuestos de carácter institucional:
  - Existe competencia perfecta en todos los mercados y en todos los países.
  - Los gustos están dados y no cambian.
  - La estructura y distribución de la renta es conocida y fija.

## Consecuencias
El comercio internacional, mediante el cambio de los precios de las mercancías, provoca un efecto sobre la distribución de la renta, de manera que los propietarios del factor más abundante en un país ganan con el comercio, mientras que los propietarios del factor escaso en el país pierden.
El comercio internacional funciona como un mecanismo sustituto de la movilidad de factores. Con el comercio los países intercambian indirectamente factores de producción. Otra consecuencia del libre comercio es la igualación del precio de los factores entre países.